# Buenaventura Báez
Ramón Buenaventura Báez Méndez (Rincón, Ciudad de Domingo, 14 de julio de 1812 – Hormigueros, Capitanía General de Puerto Rico, 14 de marzo de 1884), conocido como “El Jabao”, fue un político y militar dominicano. Presidente de la República Dominicana en cinco ocasiones de manera constitucional y en una ocasión más de manera extraoficial.
A partir de su segundo período, sus gobiernos se caracterizaron por ser muy corruptos y por gobernar en beneficio de su fortuna, siendo el acto más destacado el cometido en 1857 cuando compró con moneda inorgánica la cosecha récord de tabaco, que era el principal producto de exportación del país, y que luego vendió quedándose con las divisas; la moneda emitida por el gobierno se devaluó en 1000 %, causando la ruina de los productores tabacaleros.
Estudios genealógicos han identificado a Buenaventura Báez como el padre de la oligarquía dominicana, debido a que sus descendientes son los que hoy dominan la vida política y económica de la República Dominicana.

## Familia
- El padre de Buenaventura Báez fue Pablo Altagracia Báez, hijo del presbítero Antonio Sánchez de Valverde y Díaz de Ocaña (ca. 1734–ca. 1791)  y de la señora Josefa Morales (quien era la esposa del sargento santiagués Cayetano Firpo quien estaba asignado al destacamento de Azua) y que al nacer fue abandonado en la iglesia de San Nicolás de Bari en Santo Domingo; aprendió el oficio de platero por un inmigrante francés que lo adoptó, luego se mudó a Azua de Compostela donde se convirtió en un rico comerciante propietario de muchos esclavos, llegando a ser el alcalde en 1821.[5][7] En enero de 1822 proclama la anexión de Azua a la República de Haití. Su esposa, María Quezada, no pudo darle hijos, por lo que engendró al menos 10 hijos extramatrimoniales.[5]
- La madre de Buenaventura Báez fue Juana Méndez, una esclava del señor Pablo Báez.
- Tuvo 6 hermanos (Damián, Carlos, Altagracia, Félix, Irene y Rosa) y al menos tres medios hermanos (Remigio Valentín, y José Ramírez Báez).[5]
- Casó con Fermina Andújar, con quién procreó a su hija Altagracia Amelia Báez Andújar (†1879), conocida como Amelia.[5] Amelia se casó con el presidente [ Marcos Cabral y Figueredo]] (1842–1903),[5] quien era hijo de Melchor María Cabral y Luna (1815–¿?), sobrino del general Dionisio Cabral y Luna y del presidente José María Cabral y Luna (1816–1899), tío del poeta Fabio Fiallo Cabral y tataranieto de Marcos Cabral Maldonado quien fuera alcalde de Hincha.
- Su hija Amelia dio a luz a varios hijos, siendo los más destacados Mario Fermín Cabral y Báez (1877–1961) y José María Cabral y Báez (1864-1937), este último se casó con María Petronila Bermúdez Rochet (1872–1942).[5]

Entre los hijos procreados por Mario Fermín se encuentran Manuel del Cabral (1907–1999), padre de Peggy Cabral (1947–).
Entre los hijos procreados por José María figuran José María Cabral Bermúdez, abuelo de Manuel Díez Cabral (1964–); Auristela Cabral Bermúdez (1901–1968), madre de Donald Reid Cabral (1923–2006); Amelia María Cabral Bermúdez (1899–1996), madre de Juan Bautista Vicini Cabral; y Pedro Pablo Cabral Bermúdez (1916–1988), abuelo del cineasta José María Cabral González (1988–).
- Reconoció al menos a 9 hijos naturales o bastardos, algunos nacidos en Dominicana, unos en Puerto Rico, y otros en Francia: Carlos Báez Batista, Pablo Báez Batista, Manuel Báez Batista, Francisco Báez Silverio, Félix Báez Cordero, Teodoro Osvaldo Báez Machado, Ramón Báez Machado, María Báez Dupont y Manuel Báez Dupont, aunque fuentes de la época le atribuyen más hijos.[8]
- Ramón Báez Machado (1858–1929), hijo de Buenaventura Báez con María de la Concepción "Conchita" Machado Peralta (1823-1902) viuda de Martín Miura Logroño, era médico, fue rector de la Universidad de Santo Domingo y en 1914 fue presidente provisional de la República Dominicana. En 1864, Báez Machado casó con Natalia de las Mercedes Soler Machado, hija de su prima Carolina Machado Echavarría, engendrando a 4 hijos.
- Un hijo de Báez Machado, Buenaventura Báez Soler, fue el padre del empresario Ramón Báez Romano,[8] ministro de Industria, cónsul honorario de Bélgica, miembro del Salón de la Fama del Golf Dominicano y presidente de la editora Listín Diario. Báez Romano, se casó con Ana Amelia Figueroa Faxas (hija de un magnate azucarero y nacida en San Pedro de Macorís) con quien tuvo dos hijos: Ramón Buenaventura Báez Figueroa (1956) y José Miguel Báez Figueroa (1958). Su hijo mayor, el padre del magnate bancario Ramón Báez Figueroa,[9] propietario de televisoras, radioemisoras, y medios de prensa,[9][10] conocido por su implicación directa en un fraude de US$2200 millones (2800 millones, en dólares de 2014) que provocó la quiebra del Banco Intercontinental en 2003,[10] cuyo resultado ulterior fue la crisis financiera dominicana. Las acciones de Báez Figueroa en Listín Diario fueron confiscadas en 2003, no obstante, Báez Romano, continuó siendo el presidente de Listín Diario durante la provisional gestión estatal y después de la privatización de las antiguas acciones de Báez Figueroa en 2010.[11]

Ramon Báez Figueroa se casa en primeras nupcias (1980) con María Rosa Zeller Barrous con quien tuvo tres hijos; En segundas nupcias (1997) se casa con Patricia Alvarez Du Breil con quien tuvo un hijo; En terceras nupcias (2014) se casa con Sandra Martinez Yangüela.
El hijo menor de Ramón Báez Romano y Ana Amelia Figueroa Faxas, José Miguel Báez Figueroa, se casó en primeras nupcias con Moira Brigitte Rauch desde julio de 1982 a mayo de 1994. Tuvo dos hijos, Raquel Cristina Báez Rauch y José Miguel Báez Rauch. 
En junio de 1994, José Miguel Báez Figueroa se casa en segundas nupcias con Miriam Roldós, con quien tuvo un hijo.
|  |                                                                   |  |  |  |  |  |  |  |  |  |  |  |  |  |  |  |
|  | 16. Miguel Sánchez de Valverde (n. Alburquerque)                  |  |  |  |  |  |  |  |  |  |  |  |  |  |  |  |
|  |                                                                   |  |  |  |  |  |  |  |  |  |  |  |  |  |  |  |
|  |                                                                   |  |  |  |  |  |  |  |  |  |  |  |  |  |  |  |
|  | 8. Juan Sánchez de Valverde y Martínez de Rivera (1707–1769)      |  |  |  |  |  |  |  |  |  |  |  |  |  |  |  |
|  |                                                                   |  |  |  |  |  |  |  |  |  |  |  |  |  |  |  |
|  |                                                                   |  |  |  |  |  |  |  |  |  |  |  |  |  |  |  |
|  | 17. Bernarda Martínez de Rivera y Cuello (n. Santo Domingo)       |  |  |  |  |  |  |  |  |  |  |  |  |  |  |  |
|  |                                                                   |  |  |  |  |  |  |  |  |  |  |  |  |  |  |  |
|  |                                                                   |  |  |  |  |  |  |  |  |  |  |  |  |  |  |  |
|  | 4. Antonio Sánchez de Valverde y Díaz de Ocaña (n. Santo Domingo) |  |  |  |  |  |  |  |  |  |  |  |  |  |  |  |
|  |                                                                   |  |  |  |  |  |  |  |  |  |  |  |  |  |  |  |
|  |                                                                   |  |  |  |  |  |  |  |  |  |  |  |  |  |  |  |
|  | 18. Andrés Díaz de Ocaña                                          |  |  |  |  |  |  |  |  |  |  |  |  |  |  |  |
|  |                                                                   |  |  |  |  |  |  |  |  |  |  |  |  |  |  |  |
|  |                                                                   |  |  |  |  |  |  |  |  |  |  |  |  |  |  |  |
|  | 9. Clara Díaz de Ocaña y Frías                                    |  |  |  |  |  |  |  |  |  |  |  |  |  |  |  |
|  |                                                                   |  |  |  |  |  |  |  |  |  |  |  |  |  |  |  |
|  |                                                                   |  |  |  |  |  |  |  |  |  |  |  |  |  |  |  |
|  | 19. Francisca de Frías                                            |  |  |  |  |  |  |  |  |  |  |  |  |  |  |  |
|  |                                                                   |  |  |  |  |  |  |  |  |  |  |  |  |  |  |  |
|  |                                                                   |  |  |  |  |  |  |  |  |  |  |  |  |  |  |  |
|  | 2. Pablo Altagracia Báez                                          |  |  |  |  |  |  |  |  |  |  |  |  |  |  |  |
|  |                                                                   |  |  |  |  |  |  |  |  |  |  |  |  |  |  |  |
|  |                                                                   |  |  |  |  |  |  |  |  |  |  |  |  |  |  |  |
|  | 1. Buenaventura Báez                                              |  |  |  |  |  |  |  |  |  |  |  |  |  |  |  |
|  |                                                                   |  |  |  |  |  |  |  |  |  |  |  |  |  |  |  |
|  |                                                                   |  |  |  |  |  |  |  |  |  |  |  |  |  |  |  |
|  | 3. Juana Méndez                                                   |  |  |  |  |  |  |  |  |  |  |  |  |  |  |  |
|  |                                                                   |  |  |  |  |  |  |  |  |  |  |  |  |  |  |  |
|  |                                                                   |  |  |  |  |  |  |  |  |  |  |  |  |  |  |  |

## Primeros años
Estudió en Europa, donde aprendió a hablar varios idiomas tales como el francés, inglés y entendía creole. Fue Diputado por Azua a la Constituyente haitiana, habiendo, con anterioridad, participado activamente en el movimiento reformista que derrocó a Boyer.

## Vida política

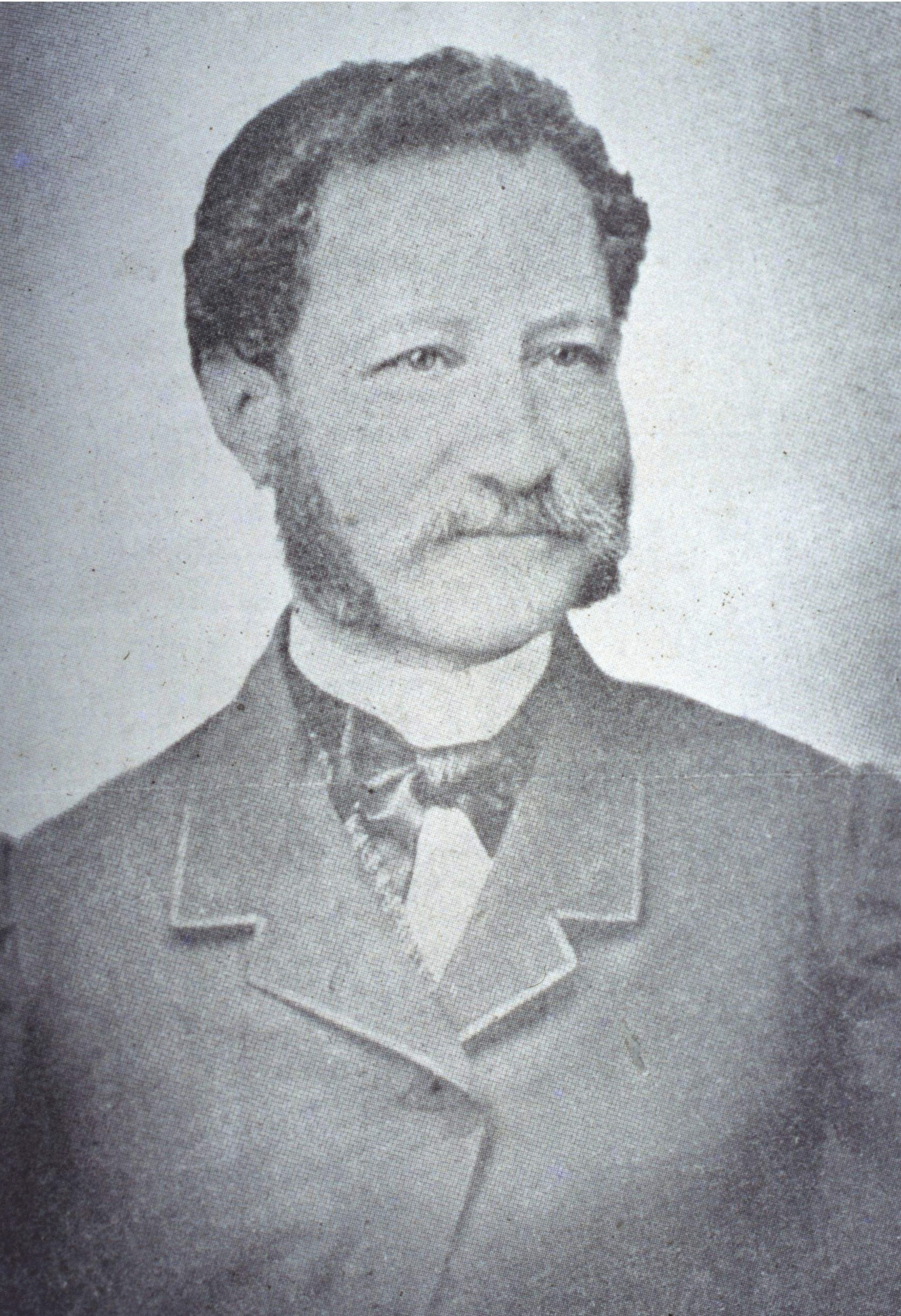
La fotografía más conocida de Báez

Como alcalde de Azua al momento de la proclamación de declaración de Independencia en Santo Domingo, se opuso a la proclamación de la plaza, postura que luego varió al ver la magnitud del movimiento separatista y la cantidad de comprometidos que había en Azua. Destacó en la batalla de Azua del 19 de marzo de 1844. Su postura era como la de muchos en el país. Pertenecía a la facción de los afrancesados, razón por la que, cuando tuvo oportunidad, intentó entregar el país a Francia. Con ese fin visitó Europa en 1846 para convencer a Francia de establecer un protectorado sobre República Dominicana, a lo que Francia se rehusó. Como presidente en su primer período entre 1849 y 1853, trató de convencer a Estados Unidos para tomar como propio su país.

## 1.ª Presidencia (1849-1853)

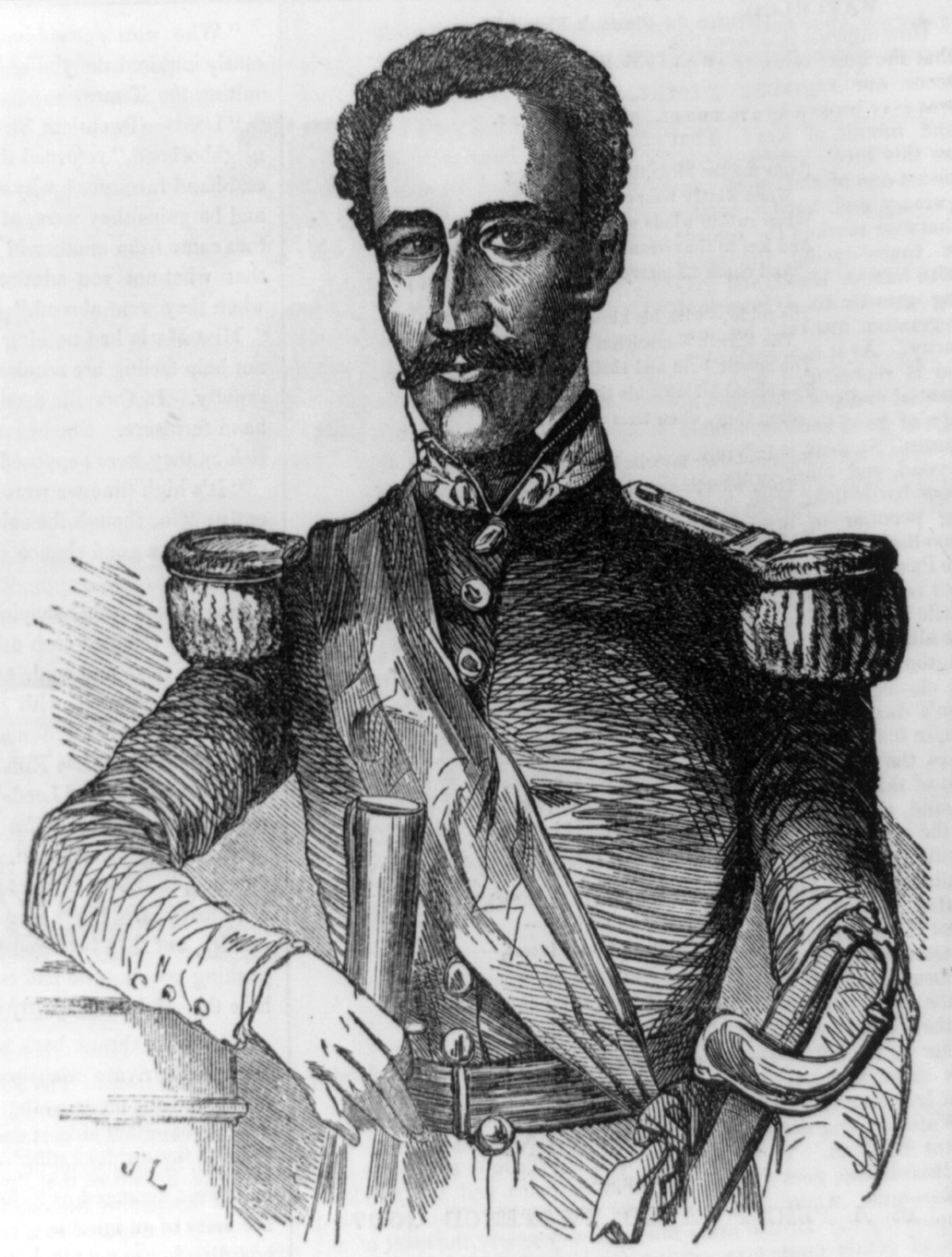
Retrato de Báez en 1854

Báez tomó posesión como presidente de la República para el período constitucional 1849-53, después de la destitución del presidente Jimenes. Este gobierno no incurrió en actos represivos y respetó la libertad de prensa. Estimuló el desarrollo de la educación y del orden en el manejo de los recursos presupuestarios del país. Terminado su mandato en febrero de 1853, y entregó pasivamente el mando al general Santana. 1849-1853

## 2.ª Presidencia (1856-1858)
Su segundo mandato lo inicia en 1856. Báez regresó al país en medio de una fuerte crisis financiera, y producto de un acuerdo político con el presidente Manuel de Regla Mota y sus aliados, fue nombrado nuevo vicepresidente, para luego proceder a la renuncia del presidente, y Báez asumió el poder. De Regla Mota, en cumplimiento del acuerdo, renunció a la presidencia de la República en octubre de 1856 y entregó el poder al vicepresidente Buenaventura Báez, en conformidad a la Constitución de 1854.
Este gobierno destacó por la estafa que le hizo a los productores de tabaco del valle del Cibao en 1857, en medio de una cosecha récord (el tabaco era el principal producto de exportación del país), para apropiarse de la moneda fuerte que entrarían al país. Creó una comisión que primero, ofreció comprar tabaco a precios superiores al mercado con 20 millones de pesos (de la época) que fueron emitidos sin sustento legal, y que luego de acaparar la producción tabacalera vendió al mercado internacional. La sobreabundancia de papel moneda sin respaldo provocó una devaluación del 1000 %, lo que causó la ruina de los tabaqueros y una grave crisis económica, factores que dieron inicio a una revolución en julio de 1857 encabezada por los generales Gaspar Polanco, Juan Luis Franco Bido y Domingo Mallol que estableció un gobierno paralelo con José Desiderio Valverde como presidente y con sede en Santiago. La capital, Santo Domingo, fue sitiada desde el 31 de julio de 1857 hasta el 13 de junio de 1858. La intervención en mayo de 1858 de los Estados Unidos, país que era después de Alemania el mayor consumidor de tabaco dominicano, fue significativa para la rendición de Báez.
Durante el sitio el gobierno de Báez vendió toda clase de propiedades del Estado, desde tierras y edificios, hasta buques de guerra y hasta hipotecó el palacio de Gobierno.
Báez sustentó la idea de que República Dominicana debía ser anexada a España. Fue exiliado a España donde llevó una vida lujosa.

## 3.ª Presidencia (1865-1866)
En 1865 su consuegro el general José María Cabral, realizó un golpe de Estado un mes después de ser lograda la independencia de España en julio de ese año; en diciembre llegaba Buenaventura Báez desde Curazao y fue proclamado presidente ante la Asamblea Nacional. El 14 de noviembre de 1865, la Convención Nacional designó presidente constitucional a Buenaventura Báez, quien se encontraba exiliado; el general Pedro Guillermo, gobernador de El Seibo, fue designado Presidente interino hasta que se produjera la llegada de Báez. Para posibilitar la entrega del Gobierno a Báez la Constitución fue modificada y éste tomó posesión el día 8 de diciembre de 1865. El Congreso, a petición de Báez, aprobó que se repusiera en vigencia la Constitución de 1854, la cual otorgaba amplios poderes al jefe del Estado. Designó como ministro de Guerra (equivalente entonces a ministro de las Fuerzas Armadas) a su consuegro (suegro de su hija Amelia Cabral de Báez).
En mayo de 1866 el general Báez dimite tras una revolución encabezada por el general Gregorio Luperón.

## 4.ª Presidencia (1868-1874)
Dos años más tarde vuelve a la presidencia, permaneciendo ahí desde 1868 hasta 1874; en dicho período, conocido en la historia Dominicana como "el régimen de los 6 años de Báez" , intentó anexionar el país a Estados Unidos y fue el más dictatorial de sus gobiernos. En esta ocasión, convencería al presidente estadounidense Ulysses S. Grant de enviar barcos de guerra al país caribeño y firmar un tratado de anexión; pese a lo anterior, el Senado no ratificó dicho tratado, lo cual significó una vergüenza para el presidente estadounidense. En 1872 promulgó una nueva Constitución, reemplazando la de 1868. A finales de 1873, se produjo una rebelión militar en Monte Cristi liderada por el general Juan Antonio Polanco, hermano mayor de Gaspar Polanco, junto con Ulises Heureaux que, aunque fue sofocada, marcó el comienzo del fin de su gobierno de los seis años. En 1874, se forma en Puerto Plata un Gobierno Provisional presidido por el General Ignacio M. González, que desconoció la autoridad de Báez. El levantamiento se generalizó en el país y Báez se vio obligado a renunciar el 2 de enero de 1874. La historia dominicana llama a este período “el régimen de los 6 años de Báez" y hay que señalar que el terror caracterizó este gobierno. En el 1868-1874 Báez fue el presidente por 4 vez.

## 5.ª Presidencia (1876-1878)
Báez regresó a la presidencia en 1876 y fue depuesto por última vez en 1878, mediante un golpe de Estado. En el período 1874-1879 se produce una gran inestabilidad política, en la cual se sucedieron 13 gobiernos. Báez asume un gobierno provisional en 1876 y luego la presidencia de la República por mandato de la nueva Constitución de 1877. Bajo este gobierno recibió el respaldo de connotados intelectuales de la corriente liberal Azul de la época, quienes deseaban implementar la democracia, la paz y el orden. Pero los Azules consideraron que Báez escondía propósitos dictatoriales y que desplegaba gestiones anexionistas. A inicios de 1878 estalló una rebelión armada y al poco tiempo, Báez se vio forzado a huir del país, Pero antes de hacerlo, retuvo los sueldos de los empleados públicos y forzó a los comerciantes a pagar sus impuestos por adelantado, y reunió 70,000 pesos. Con esta enorme cantidad de dinero, Báez huyó del país el 2 de marzo de 1878, después de haber acumulado otros 300,000 pesos, Con todo ese dinero Báez se retiró de la política dominicana y se fue a vivir tranquilamente primero Curazao y luego a Puerto Rico, donde murió unos años después.

## Exilio y muerte
Buenaventura Báez murió de un síncope cardíaco  en 1884 a los 71 años de edad en su casa de Hormigueros, al occidente de Puerto Rico.